# رشدية حمضية
رشدية حمضية (الاسم العلمي:Averrhoa acida) هي نوع غير مؤكد من النباتات تتبع جنس الرشدية من الفصيلة الحماضية.